# Jessica Schilder
Jessica Schilder (ur. 19 marca 1999 w Volendam) – holenderska lekkoatletka specjalizująca się w pchnięciu kulą, olimpijka (2021, 2024).

## Życiorys
W 2015 r. zdobyła w Tbilisi brązowy medal letniego olimpijskiego festiwalu młodzieży Europy. W 2021 r. zdobyła w Tallinnie tytuł młodzieżowej mistrzyni Europy. W 2022 r. zdobyła trzy medale imprez międzynarodowych: brązowy medal halowych mistrzostw świata w Belgradzie, zajęła trzecie miejsce w Eugene podczas mistrzostw świata na stadionie oraz została mistrzynią Europy. W 2023 była piąta na halowym czempionacie Starego Kontynentu oraz ósma podczas mistrzostw świata. Rok później w Rzymie zdobyła drugie złoto mistrzostw Europy. Podczas rozgrywanych w Apeldoorn halowych mistrzostwach Europy (2025) wywalczyła złoto, natomiast dwa tygodnie później w Nankinie została halową wicemistrzynią świata.
Uczestniczka igrzysk olimpijskich w Tokio (2021) – nie awansowała do finału pchnięcia kulą, zajmując 19. miejsce, natomiast trzy lata później w Paryżu zajęła szóste miejsce.
Wielokrotna mistrzyni Holandii w pchnięciu kulą, m.in. pięciokrotnie na stadionie (2020–2024) oraz sześciokrotnie w hali (2020–2025).
Reprezentantka kraju w pucharze Europy w rzutach oraz drużynowych mistrzostwach Europy.
Rekordy życiowe w pchnięciu kulą: stadion – 20,33 (7 lipca 2024, Hengelo); hala – 20,69 (9 marca 2025, Apeldoorn). Obydwa rezultaty Schilder są aktualnymi rekordami Holandii.

## Rezultaty
| Rok  | Impreza                                    | Miejsce     | Pozycja              | Wynik |
| ---- | ------------------------------------------ | ----------- | -------------------- | ----- |
| 2015 | Letni olimpijski festiwal młodzieży Europy | Tbilisi     | 2. miejsce           | 16,05 |
| 2016 | Mistrzostwa świata juniorów                | Bydgoszcz   | 12. miejsce          | 14,34 |
| 2017 | Mistrzostwa Europy juniorów                | Grosseto    | 5. miejsce           | 15,99 |
| 2018 | Mistrzostwa świata juniorów                | Tampere     | el. –                | NM    |
| 2019 | Puchar Europy w rzutach                    | Šamorín     | 4. miejsce (Grupa B) | 16,18 |
| 2019 | Mistrzostwa Europy juniorów                | Borås       | 5. miejsce           | 16,51 |
| 2021 | Halowe mistrzostwa Europy                  | Toruń       | 6. miejsce           | 18,69 |
| 2021 | I liga drużynowych mistrzostw Europy       | Kluż-Napoka | 5. miejsce           | 16,42 |
| 2021 | Młodzieżowe mistrzostwa Europy             | Tallinn     | 1. miejsce           | 18,11 |
| 2021 | Igrzyska olimpijskie                       | Tokio       | el. – 19. miejsce    | 17,74 |
| 2022 | Halowe mistrzostwa świata                  | Belgrad     | 3. miejsce           | 19,48 |
| 2022 | Puchar Europy w rzutach                    | Leiria      | 2. miejsce (Grupa A) | 18,89 |
| 2022 | Mistrzostwa świata                         | Eugene      | 3. miejsce           | 19,77 |
| 2022 | Mistrzostwa Europy                         | Monachium   | 1. miejsce           | 20,24 |
| 2023 | Halowe mistrzostwa Europy                  | Stambuł     | 5. miejsce           | 18,29 |
| 2023 | I dywizja drużynowych mistrzostw Europy    | Chorzów     | 4. miejsce           | 19,27 |
| 2023 | Mistrzostwa świata                         | Budapeszt   | 8. miejsce           | 19,26 |
| 2024 | Halowe mistrzostwa świata                  | Glasgow     | 5. miejsce           | 19,37 |
| 2024 | Puchar Europy w rzutach                    | Leiria      | 1. miejsce (Grupa A) | 18,22 |
| 2024 | Mistrzostwa Europy                         | Rzym        | 1. miejsce           | 18,77 |
| 2024 | Igrzyska olimpijskie                       | Paryż       | 6. miejsce           | 18,91 |
| 2025 | Halowe mistrzostwa Europy                  | Apeldoorn   | 1. miejsce           | 20,69 |
| 2025 | Halowe mistrzostwa świata                  | Nankin      | 2. miejsce           | 20,07 |
| 2025 | I dywizja drużynowych mistrzostw Europy    | Madryt      | 1. miejsce           | 20,14 |